# Миленко Бојанић
Миленко Бојанић (24. септембар 1924 — 22. мај 1987) био је учесник Народноослободилачке борбе и друштвено-политички радник СФР Југославије, СР Србије и САП Војводине.

## Биографија
Миленко Бојанић рођен је 24. септембра 1924. године у Арадцу код Зрењанина. Народноослободилачкој борби је приступио 1943. године. Члан Комунистичке партије Југославије постао је 1944. године.
После рата обављао је многе функције:
- секретар Среског комитета КПЈ у Зрењанину и Бечеју
- члан Окружног комитета КПЈ за северни Банат
- посланик и делегат скупштине САП Војводине, СР Србије и СФР Југославије
- члан Извршног већа САП Војводине и СР Србије
- председник Извршног већа СР Србије од 7. маја 1969. до 6. маја 1974. године (Влада Миленка Бојанића)
- генерални директор Југословенске инвестиционе банке
- професор на Економском факултету у Крагујевцу
- генерални директор Завода „Црвена застава“

Умро је 22. маја 1987. године у Београду. Сахрањен је у Алеји заслужних грађана на Новом гробљу.